# 37-й окремий полк зв'язку (Україна)
37-й окремий полк зв'язку (37 ОПЗ, в/ч А1942) — формування військ зв'язку в складі Військово-Морських Сил Збройних Сил України.

## Історія
6 грудня 2021 року, в День Збройних Сил України, полку було вручено Бойовий прапор.

## Командування
Командир військової частини А1942

## Втрати
1. Коленковський Максим Олександрович, 06.03.1983, м. Одеса. Матрос, відділення управління радіорелейного батальйону. Загинув 20 лютого 2025 року в Одеській області[2].